# Nimbochromis
Nimbochromis – rodzaj słodkowodnych ryb okoniokształtnych z rodziny pielęgnicowatych (Cichlidae).

## Występowanie
Gatunki endemiczne jeziora Malawi w Afryce.

## Klasyfikacja
Gatunki zaliczane do tego rodzaju:
- Nimbochromis fuscotaeniatus
- Nimbochromis linni
- Nimbochromis livingstonii – pyszczak plamisty[potrzebny przypis]
- Nimbochromis polystigma – pyszczak wieloplamy[potrzebny przypis]
- Nimbochromis venustus – pyszczak wspaniały[3]

Gatunkiem typowym jest Hemichromis livingstonii.

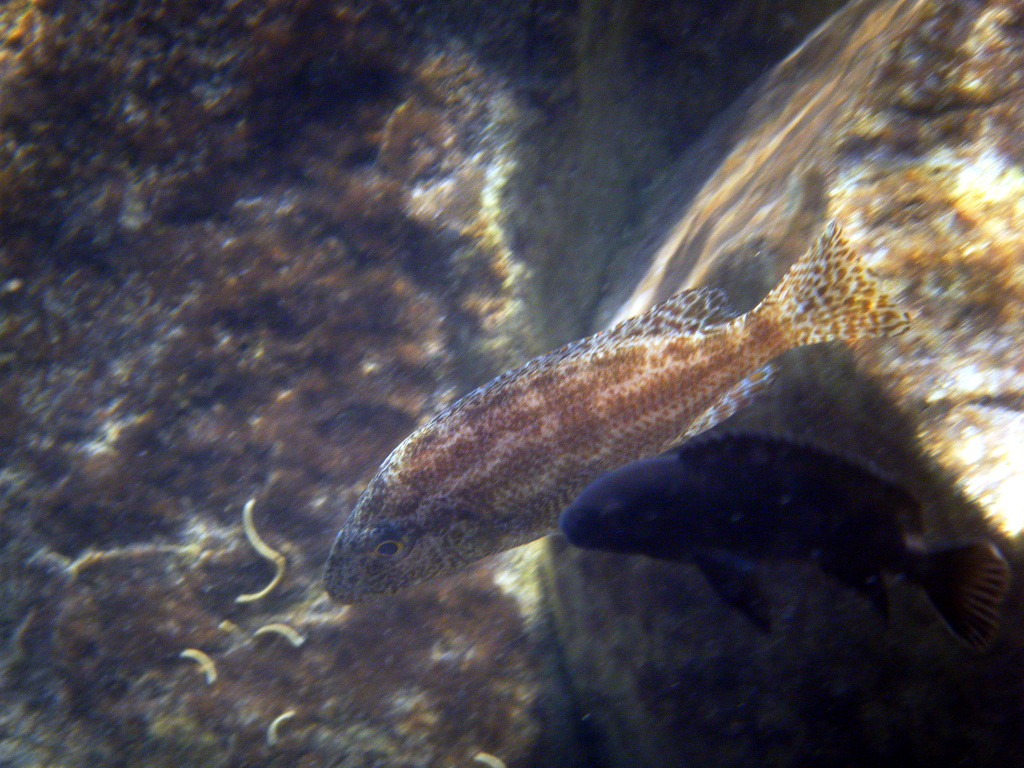
Nimbochromis linni
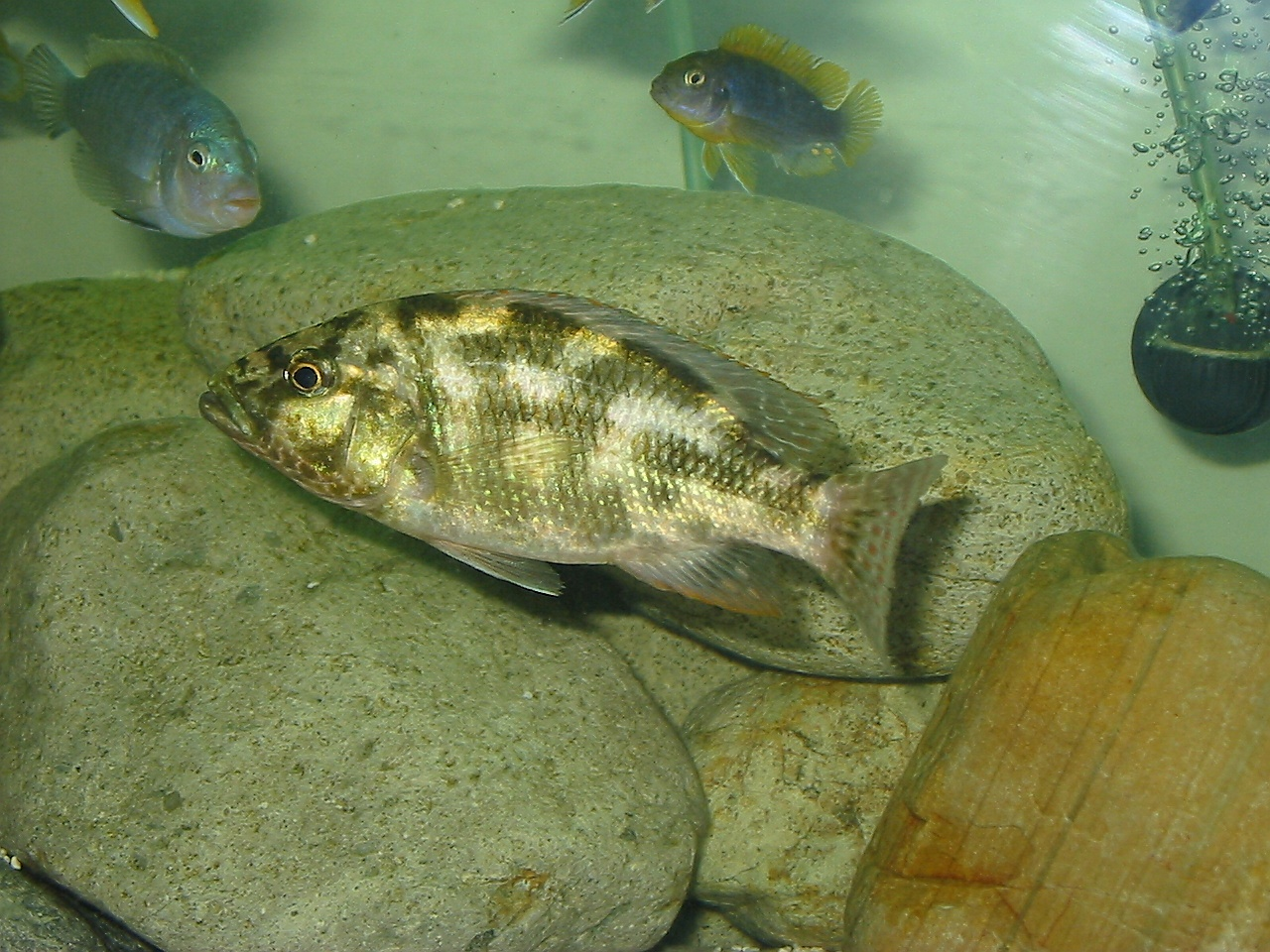
Nimbochromis polystigma
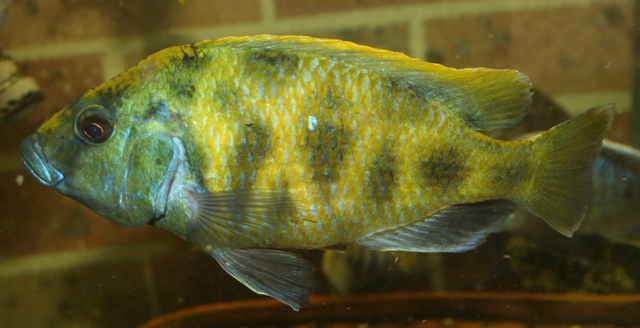
Nimbochromis venustus